# 시오다 신지
시오다 신지(塩田 慎二. しおだ しんじ 1978년 5월 3일 ~ 일본 오카야마현 가사오카시)은 일본의 언론인이며 NHK 소속의 남성 아나운서이다.

## 생애 및 입사
시오다 신지(塩田 慎二) 아나운서는 1978년 5월 3일 일본 오카야마현 가사오카시 출신으로 콘코우 학원 중・고등학교(金光学園中学校・高等学校)을 졸업하고 요코하마 국립 대학을 졸업한 후 2003년에 NHK 입사를 했다. 입사동기로는 아오이 미노루.아라이 히데카즈.하시모토 나오코.사토 카츠키.모리타 요헤이 아나운서이다. 첫 발령지인 NHK 도쿠시마 방송국에서 아나운서 시작을 했다. 이 후에 NHK 미야자키 방송국, NHK 후쿠오카 방송국, NHK 오카야마 방송국을 걸쳐 2018년 4월 NHK 조직개편에 따라 도쿄도에 NHK 방송 센터 아나운서실로 옮겨 활동하고 있다.

## 에피소드
- 시오다(塩田) 아나운서는 NHK 오카야마 방송국 시절에 2016년 3월 28일부터 2018년 3월 30일까지 2년동안 모기타테 프로그램을 진행했었고 후임 진행자가 모치즈키 게이타이다.
- 2019년 6월 10일부터 12일까지 잠시 시마네현에 있는 NHK 마쓰에 방송국 파견근무를 했었다. 그때 NHK 뉴스 오하요 시마네와 시마네 현 로컬 뉴스 진행을 했었다.